# Radków (gmina, Basse-Silésie)
Pour les articles homonymes, voir Radków.
Radków est une gmina mixte du powiat de Kłodzko, Basse-Silésie, dans le sud-ouest de la Pologne. Son siège est la ville de Radków, qui se situe environ 20 km au nord-ouest de Kłodzko, et 83 km au sud-ouest de la capitale régionale Wrocław.
La gmina couvre une superficie de 139 km2 pour une population de 9 350 habitants.

## Géographie
La gmina est bordée par la ville de Kudowa-Zdrój et les gminy de Kłodzko, Nowa Ruda et Szczytna. Elle est également frontalière de la République tchèque.